# Беларускі гай
Беларускі гай (укр. Білоруський гай) — білоруська культурно-просвітницька організація в Одесі, що діяла в грудні 1917 — лютому 1920 років.

## Діяльність
Об'єднувала білоруську інтелігенцію (навесні 1918 було понад 500 членів). Метою організації була турбота про біженців Першої світової війни і білоруське населення в Одесі. Мала свій статут, раду, була розбита на секції, які діяли автономно. Стояла на політичній платформі партії білоруських есерів, пропагувала її ідеї серед біженців в Одесі і солдат-білорусів.
Виступала за національно-державне самовизначення білоруського народу. Видавала російськомовну газету «Белоруссы в Одессе» (укр. Білоруси в Одесі). На щотижневих зборах читалися лекції, твори білоруської літератури. Такі ж товариства створені і в інших містах Одеської округи, де в той час було понад 100 тис. білорусів. 3 грудня 1917 року в Одесі діяла Білоруська військова рада, яка об'єднувала воїнів-білорусів Румунського фронту. 28 січня 1918 «Білоруський гай» прийняв резолюцію на підтримку революції, за утворення крайового уряду Білорусі та федеративного союзу з Росією, 3 березня 1918 — резолюцію-протест проти розгону в січні 1917 року керівництвом Західної області та фронту Всебілоруського з'їзду в Мінську, 7 квітня 1918 — резолюцію проти умов Берестейського мирного договору. У березні 1918 року організація контактувала з Білоруським національним комісаріатом у Москві.
19 березня 1918 року на об'єднаному засіданні ради «Білоруського гаю» і Білоруської військового ради була створена Білоруська національна рада для захисту інтересів білорусів в Одесі та в її околицях. Рада обрала Білоруський національний комісаріат, до якого увійшли Я. Трофимов (голова до липня 1918), С. Некрашевич (голова з липня 1918, одночасно з серпня 1918 консул БНР в Одесі), А. Балицький (помічник комісара і уповноважений з національно-політичних справах), Г. Козел (уповноважений з військових справ), П. Гуден (уповноважений з евакуації біженців-білорусів), П. Ільюченак (уповноважений з об'єднання слов'янства), С. Янушкевич (скарбник), секретарі А. Ляжневіч, I. Матюкевич, П. Печонкін.
3 встановленням радянської влади в Одесі А. Адамович, А. Балицький, П. Ільюченак, С. Некрашевич та інші повернулися в Радянську Білорусь. У 1930-ті роки вони були репресовані і були звинувачені в участі в "контрреволюційних націоналістичних організаціях «Білоруський гай», «Білоруський національний комісаріат» тощо.